# Huachuhuilca
Huachuhuilca o Wachu Willka (del quechua wachu cresta entre dos surcos, willka nieto, bisnieto, linaje, sagrado, divino o Anadenanthera colubrina (un árbol)) es una montaña de la cordillera Huanzo en los Andes del Perú de 5315 metros de altura (17438 pies). Se ubica en la región Arequipa, provincia de La Unión, distrito de Puyca, al suroeste de la laguna Ecma.